# Humberto Giannini
Humberto Giannini Íñiguez (San Bernardo, 25 de febrero de 1927-Santiago, 25 de noviembre de 2014) fue un filósofo chileno, discípulo y continuador de Enrico Castelli; miembro de la Academia Chilena de la Lengua y Premio Nacional de Humanidades y Ciencias Sociales en 1999.

## Biografía
Hijo de Olga Íñiguez Maturana y de Osvaldo Giannini Piga, nació en San Bernardo, pero se crio en Valparaíso. Además era hermano del exdiputado Osvaldo Giannini Íñiguez.
Su vida en los estudios fue «una vida un poco accidentada». Lo expulsaron del colegio por problemas de disciplina y fue marino durante dos años. Después retomó sus estudios en una escuela nocturna y se transformó «en un gran lector de Filosofía». Ingresó a estudiar en el Instituto Pedagógico en 1953, donde enseñaría a partir de 1958 y donde llegaría a ser, años más tarde, profesor emérito y director de la Cátedra Unesco de Filosofía con sede en Santiago.
Estudió Hermenéutica y Filosofía de la Religión en la Universidad de Roma, becado durante dos años por el gobierno italiano; su tesis de grado versaba sobre la Metafísica del Lenguaje. Después del golpe militar del 11 de septiembre de 1973 lo pasó «muy mal [...] me llegaban reprimendas, no me ascendieron durante mucho tiempo y me suprimieron el departamento de filosofía del que era director (el de la Sede Santiago Norte de la Universidad de Chile)».
En 1998 fue elegido miembro de número de la Academia Chilena de la Lengua, donde ocupa el sillón N.º 12.
A propósito de su obra, se ha dicho: «En el ámbito de la contingencia mundial y local, su pensamiento se reconoce marcado por los quiebres de las certidumbres de los sistemas racionalistas y por la crisis de la convivencia política en Chile el año 1973. Su pensamiento se caracteriza por su reflexión acerca de lo cotidiano que, para él, es mucho más que una formulación teórica, debido a que se enmarca en el ejercicio de la tolerancia y en las prácticas de la convivencia comunicativa y topográfica. En su aspecto espacial, la re-flexión cotidiana es el recorrido de trayectos, ya que la condición humana destacada es la de pasante, cuya identidad se juega en rutinas, periplos, pausas y conversaciones. Bajo esta impronta, el enlace con el mundo es emocional y político».
A su obra se han dedicado variados ensayos, algunos de los cuales han sido recogidos en libros dedicados a él: 1) Humberto Giannini: filósofo de lo cotidiano (Ed. Lom / Universidad Academia de Humanismo Cristiano, Santiago, 2010. ISBN 978-956-00-0204-4). 2) Humberto Giannini: una filosofía de lo común (Ed. Lom / Facultad de Filosofía y Humanidades de la Universidad de Chile). En El pensamiento filosófico latinoamericano, del Caribe y 'latino' (1300-2000), editado por Enrique Dussel, Eduardo Mendieta y Carmen Bohórquez, se dedica un apartado a su pensamiento (siglo XXI Editores / Crefal, México, 2009). En Antología de filósofos chilenos. Testimonios hay un capítulo sobre su obra (Editorial Comares, Granada, España, 2025).

## Fallecimiento
Falleció el 25 de noviembre de 2014 a los 87 años, estando en coma en Santiago.

## Premios y distinciones
- Premio Manuel Montt.[6]
- 1984, Premio Municipal de Santiago.[7]
- 1998, Doctor honoris causa por la Universidad de París VIII.
- 1999, Premio Nacional de Humanidades y Ciencias Sociales.
- 2011, Distinción Ilustre Municipalidad de Ñuñoa por su  invaluable aporte al mundo de la Filosofía y las Humanidades.
- 2008, Premio Consejo Nacional del Libro y la Lectura, categoría Ensayo, por La metafísica eres tú.
- 2009, Premio Altazor de Ensayo por La metafísica eres tú.[7]
- Premio al Mérito Universitario “Jorge Millas Jiménez” de la Universidad austral. Fue un premio por el mérito universitario no al filosófico.

## Obras
- 1965, Reflexiones acerca de la convivencia humana
- 1968, El mito de la autenticidad
- 1981, Desde las palabras
- 1985, Breve Historia de la Filosofía, (numerosas reediciones en Ed. Universitaria y Ed. Catalonia).
- 1987, La reflexión cotidiana: hacia una arqueología de la experiencia, 6.ª edición de 2004, 338 pp., ISBN 956-11-1720-7.
- 1992, La experiencia moral (1992).
- 1997, Del bien que se espera y del bien que se debe
- 2001, El pasar del tiempo y su medida, 1.ª edición, editorial Universitaria, ISBN 956-11-1581-6.
- 2007, La metafísica eres tú, Catalonia